# Compsomantis robusta
Compsomantis robusta es una especie de mantis de la familia Mantidae.

## Distribución geográfica
Se encuentra en Borneo.